# Zond 8
Zond 8 (ros. Зонд 8) – ostatnia radziecka bezzałogowa misja statku Sojuz 7K-Ł1 w ramach programu Zond.

## Cel misji
Celem programu Zond było wysłanie dwóch kosmonautów, by okrążyli Księżyc i wrócili na Ziemię. Cel nie został osiągnięty. Statek Zond 8 realizował bezzałogowy program podobny do programu sondy Zond 7.

## Przebieg misji
Ostatnim zrywem programu był start Zond 8 w dniu 20 października 1970 roku z kosmodromu Bajkonur w Kazachstanie. 24 października Ł1 pomyślnie obleciał Księżyc w odległości 1110,4 km. Wykonał czarno-białe i kolorowe zdjęcia powierzchni Księżyca oraz przeprowadził różne badania naukowe. W drodze powrotnej doznał awarii układu orientacji w przestrzeni. Wejście w atmosferę nastąpiło 27 października 1970 roku po trajektorii balistycznej i statek wodował na Oceanie Indyjskim, 730 km na południowy wschód od archipelagu Czagos.
Misja ta zaledwie powtórzyła niepełny sukces Zond 5. Był to trzynasty statek kosmiczny typu 7K-Ł1. Czternasty i piętnasty, wyposażone do lotu okołoksiężycowego, nie zostały już nigdy użyte. W trakcie lotu radzieckie wysokogórskie obserwatorium astronomiczne w Górach Ałtaju wykonało zdjęcia sondy z odległości 348 000 km od Ziemi.